# Бакланова, Карина Владимировна
Карина Владимировна Бакланова (в девичестве Блынская, 5 мая 1993, Москва) — российская футболистка, защитница московского «Спартака». Выступала за сборную России. Мастер спорта России международного класса (2016).

## Биография

### Клубная карьера
Воспитанница футбольной школы «Чертаново», занималась футболом с 9-летнего возраста, первые тренеры — Авдонченко Наталия Михайловна, Кузищин Александр. В составе «Чертаново» принимала участие в матчах первой лиги России.
В высшей лиге дебютировала в 2011 году в составе команды «Измайлово», где провела три сезона, сыграв 42 матча. В 2013 году стала финалистом Кубка России. В 2014—2015 годах играла за подмосковную «Россиянку», вице-чемпионка России 2015 года. Первый гол в высшей лиге забила 25 августа 2014 года в ворота «Зоркого».
С 2016 года выступала за московский ЦСКА. Второй круг сезона 2016 года провела на правах аренды в «Россиянке», сыграв 4 матча, «Россиянка» в том сезоне стала чемпионом России. В 2017 году вернулась в ЦСКА и стала обладательницей Кубка России 2017 года. Чемпионка России 2019 и 2020 годов.
В феврале 2023 года перешла в московское «Динамо» где была капитаном весь сезон 2023, и, вместе с Мариной Фёдоровой, провела больше всех матчей в сезоне 2023 (25 матчей в чемпионате + 2 матча в кубке).
В декабре 2023 года перешла в московский «Спартак», стала первой футболисткой, вошедшей в основной состав команды для Суперлиги. Бронзовый призёр чемпионата России 2024.

### Карьера в сборной
Выступала за юношескую и молодёжную сборную России. В составе студенческой сборной России стала серебряным призёром Универсиады 2015 года, также принимала участие в Универсиаде 2013 года, где россиянки были девятыми.
В национальной сборной России дебютировала 9 февраля 2014 года в товарищеском матче против сборной США (0:7). Всего в 2014—2015 годах приняла участие в 4 матчах.
Тётя Ксении Кузищиной — играла вместе с ней в «Динамо».

## Командная статистика
| Выступление      | Выступление      | Выступление      | Лига | Лига | Кубок | Кубок | Еврокубки | Еврокубки | Итого | Итого |
| Клуб             | Лига             | Сезон            | Игры | Голы | Игры  | Голы  | Игры      | Голы      | Игры  | Голы  |
| ---------------- | ---------------- | ---------------- | ---- | ---- | ----- | ----- | --------- | --------- | ----- | ----- |
| Чертаново        | первая           | 2010             | 2    | 2    | —     | —     | —         | —         | 2     | 2     |
| Чертаново        | Итого            | Итого            | 2    | 2    | —     | —     | —         | —         | 2     | 2     |
| ЦСП Измайлово    | высшая           | 2011/12          | 14   | 0    | —     | —     | —         | —         | 14    | 0     |
| ЦСП Измайлово    | высшая           | 2012/13          | 16   | 0    | —     | —     | —         | —         | 16    | 0     |
| ЦСП Измайлово    | высшая           | 2013             | 12   | 0    | —     | —     | —         | —         | 12    | 0     |
| ЦСП Измайлово    | Итого            | Итого            | 42   | 0    | —     | —     | —         | —         | 42    | 0     |
| Россиянка        | высшая           | 2014             | 12   | 2    | —     | —     | —         | —         | 12    | 2     |
| Россиянка        | высшая           | 2015             | 12   | 0    | —     | —     | —         | —         | 12    | 0     |
| Россиянка        | высшая           | 2016             | 4    | 0    | —     | —     | 4         | 0         | 8     | 0     |
| Россиянка        | Итого            | Итого            | 28   | 2    | —     | —     | 4         | 0         | 32    | 2     |
| ЦСКА             | высшая           | 2016             | 12   | 3    | —     | —     | —         | —         | 12    | 3     |
| ЦСКА             | высшая           | 2017             | 13   | 0    | —     | —     | —         | —         | 13    | 0     |
| ЦСКА             | высшая           | 2018             | 12   | 0    | 2     | 0     | —         | —         | 14    | 0     |
| ЦСКА             | высшая           | 2019             | 15   | 0    | —     | —     | —         | —         | 15    | 0     |
| ЦСКА             | высшая           | 2020             | 12   | 0    | 3     | 0     | 2         | 0         | 17    | 0     |
| ЦСКА             | высшая           | 2021             | —    | —    | —     | —     | —         | —         | 0     | 0     |
| ЦСКА             | высшая           | 2022             | 18   | 0    | 2     | 0     | —         | —         | 20    | 0     |
| ЦСКА             | Итого            | Итого            | 82   | 3    | 7     | 0     | 2         | 0         | 91    | 3     |
| Динамо (Москва)  | высшая           | 2023             | 25   | 0    | 2     | 0     | —         | —         | 27    | 0     |
| Динамо (Москва)  | Итого            | Итого            | 25   | 0    | 2     | 0     | —         | —         | 27    | 0     |
| Спартак (Москва) | высшая           | 2024             | 19   | 2    | 2     | 0     | —         | —         | 21    | 2     |
| Спартак (Москва) | Итого            | Итого            | 19   | 2    | 2     | 0     | —         | —         | 21    | 2     |
| Всего за карьеру | Всего за карьеру | Всего за карьеру | 198  | 9    | 11    | 0     | 6         | 0         | 215   | 9     |